# 1. FC Košice
Maillots
Le 1. FC Košice était un club slovaque de football basé à Košice.

## Club
Le club est fondé en 1952 avant de cesser d'exister le 30 juillet 2004, après son acquisition par le club de deuxième division Licartovce, à la suite de graves ennuis financiers rencontrés par son président Julius Rezes, qui l'avaient conduit à la relégation en troisième division.
C'est le premier club slovaque à avoir atteint la phase de groupes de la Ligue des champions en 1997, avant la réédition de cet exploit par l'Artmedia Bratislava en 2005.

## Palmarès
- Championnat de Slovaquie
  - Champion : 1997, 1998

- Coupe de Tchécoslovaquie
  - Vainqueur : 1993